# Мещерский, Борис Васильевич (дипломат)
Князь Борис Васильевич Мещерский (ум. 30 июня (11 июля) 1744, Москва) — российский дипломат.

## Биография
Происходил из княжеского рода. Старший сын помещика Бежецкой пятины статского советника князя Василия Алексеевича Мещерского и его жены, княгини Степаниды Назарьевны, дочери сенатора Назария Петровича Мельницкого. Брат князя Федора Мещерского.
Начал службу солдатом лейб-гвардии Преображенского полка. Офицер с 1721. 19 июля 1722 произведен в подпоручики. В 1723 - Преображенского полка унтер-лейтенант (у Берхгольца — поручик). 
Ф. В. Берхгольц писал в своем дневнике: 
18 [сентября 1723 года] Мы узнали еще в этот день, что барон Ренн не поедет в Персию; он отозвался и уверял, что не довольно хорошо знает русский язык, а потому туда отправляется молодой князь Мещерский, брат курьера и поручик гвардии.
Был назначен посланником и отправился с Исмаил-беком в Тавриз, ко двору шаха.

### Миссия в Персию
16 сентября 1723 года Пётр I отправил его вместе с Семёном Аврамовым в Персию добиваться ратификации русско-персидского договора, подписанного 12 сентября того же года в Санкт-Петербурге Петром I и послом шаха Тахмаспа II Измаил-беком. По дороге из Решта, ставшего по договору российским городом, в Ардебиль у местечка Кесма в апреле 1724 года на послов напала вооружённая толпа, к счастию, выстрелы её никому не повредили. Когда Мещерский жаловался на такую встречу, то ему отвечали: «Ребята играли, не изволь гневаться: мы их сыщем и жестоко накажем».
Переговоры с шахом Тахмаспом II не увенчались успехом. Шах принял подарок Петра I (золотой кальян), называл российского императора «дядей», однако его министры заявили, что Измаил-бек не имел полномочий на заключение договора, передававшего прикаспийские провинции Ирана под юрисдикцию России. «На предложения наши такие дают ответы аки люди умалишённые», — докладывал Мещерский командующему в Гиляне В. Левашову. Он писал, что шах отказался от ратификации договора и объявил, что скорее предоставит участь свою Провидению и храбрости своей армии, чем согласится на принятие помощи царя, столь дорого им продаваемой.
24 мая 1724 года Мещерский и Аврамов ничего не добившись отправились в обратный путь. На возвратном пути в горах посольство снова подверглось неприятельскому нападению; было узнано, что персидское правительство хотело именно погубить Мещерского и действовало так по внушениям шевкала тарковского, который доносил о слабости русских в занятых ими провинциях.
В 1727 году уволен со службы по болезни в чине капитан-лейтенанта гвардии. 
2 февраля 1730 подписал Протокол об официальном оглашении «кондиций» Верховным тайным советом. 5 февраля вместе с отцом подписал «Проект 364-х», предусматривавший упразднение Верховного тайного совета, создание «Вышнего правительства» из 21 человека и введение выборности членов этого правительства, сенаторов, губернаторов и президентов коллегий второй палатой из 100 человек.
Умер 30 июня (11 июля) 1744.

## Семья
Жена (с 1714 года) — княжна Прасковья Никитична Жировая-Засекина, дочь князя Никиты Михайловича Жирового-Засекина и княгини Марьи Борисовны. По сговорной записи (13 июля 1714 года) получил за невестой приданого на тысячу пятьсот рублей. Одним из свидетелей у сговорной был подполковник Артемий Волынский.
Дети:
- Семён (ум. 6.01. 1778)[13] — в службе с 1736 года. Полковник Навагинского пехотного полка (с 17.04. 1763)[14]. Бригадир (01.01. 1770). Вышел в отставку (20.02.1770)[15]. Похоронен  а Донском монастыре. Его жена — Анна Павловна Сытина[16].
  - Дочь — Елизавета[17] (4.06.1752—16.04. 1743), с 1768 года фрейлина Высочайшего двора, с 26 октября 1775 года замужем за капитаном лейб-гвардии Измайловского полка Иваном Алексеевичем Сенявиным[16][18]. Похоронена на Митрофановском кладбище[19].
- Наталья (ум. 10.11. 1781)[20], замужем за Алексеем Александровичем Яковлевым (1726—16.09. 1781). Похоронена на кладбище Новодевичьего монастыря
- Анна (1738—31.01.1827) [21], девица. Во второй половине 1780—х годов владела в москве домами: в приходе Спиридония Чудотворца, на Спиридоньевской улице (4 квартал, №355) и в приходе Воскресения Славущего, в Малой Бронной (5 квартал, №445)[22]. Похоронена на кладбище Новодевичьего монастыря с Яковлевыми.

Александр Иванович Герцен, внук Натальи Борисовны Яковлевой и внучатый племянник княжны Анны Борисовны описал последнюю и её московский дом в своей хронике «Былое и думы», в главе «Княгиня и княжна»:
Княжна была живою и чуть ли не единственною связью множества родственников во всех семи восходящих и нисходящих коленах. Около нее собирались в большие праздники все ближние; она мирила ссорившихся, сближала отдалявшихся, ее все уважали, и она заслуживала это. С ее смертью родственные семьи распались, потеряли свое средоточие, забыли друг друга. 

Она окончила воспитание моего отца и его братьев; после смерти их родителей она заведовала их имением до совершеннолетия, она отправила их в гвардию на службу, она выдала замуж их сестер. Не знаю, насколько она была довольна плодом своего воспитания, образовавши, с помощью французского инженера, Вольтерова родственника, помещиков esprits forts, но уважение к себе вселить она умела, и племянники, не очень расположенные к чувствам покорности и уважения, почитали старушку и часто слушались ее до конца ее жизни.
Главу в своих воспоминаниях «Из дальних лет» посвятила дому княжны и Татьяна Петровна Пассек.